# Yonda Thomas
Yonda Thomas (* 1. Dezember 1985 in Mthatha, Ostkap) ist ein südafrikanischer Schauspieler.

## Leben
Thomas wurde am 1. Dezember 1985 in Umtata, dem heutigen Mthatha, geboren und wuchs bei seiner alleinerziehenden Mutter auf. Neben seinen Muttersprachen Englisch und isiXhosa spricht er auch isiZulu. Er ist mit der Medizinerin und Fitness-Influencerin Taz Emerans verheiratet. Nach einem Bachelor-Abschluss in Öffentlicher Verwaltung zog er 2008 nach Johannesburg, um Diplomat zu werden. Auf Anraten eines Freundes nahm er am Schauspielwettbewerb „Class Act“ auf SABC 1 teil und erhielt die Möglichkeit, eine der Hauptrollen in der Fernsehserie Fallen zu verkörpern. 2011 gab er sein Fernsehschauspieldebüt in der Fernsehserie Wildes Herz Afrika. 2016 stellte er in der Fernsehserie Doubt die Rolle des Sanele in insgesamt 13 Episoden dar. Eine wiederkehrende Rolle als Khaya Manqele erhielt er 2020 in der Fernsehserie Wie man Weihnachten verhunzt: Die Hochzeit. 2024 wirkte er in der Miniserie Red Ink mit. Anfang 2025 wurde bekannt, dass er die Rolle des Igaram im Netflix Original One Piece spielen wird. Im selben Jahr war er in den Filmen Umjolo: My Beginnings, My End! und Umjolo: There Is No Cure zu sehen.

## Filmografie (Auswahl)
- 2011: Wildes Herz Afrika (Wild at Heart, Fernsehserie, Episode 6x03)
- 2013: Previously on Childrens Hospital Africa (Kurzfilm)
- 2015: The Jakes Are Missing
- 2016: Mrs Right Guy
- 2016: Doubt (Fernsehserie, 13 Episoden)
- 2017: Madiba (Miniserie, Episode 1x01)
- 2017: Mina Nawe (Fernsehserie)
- 2020: Seriously Single
- 2020: Wie man Weihnachten verhunzt: Die Hochzeit (How to Ruin Christmas: The Wedding, Fernsehserie, 3 Episoden)
- 2021: Happiness Ever After
- 2024: Red Ink (Miniserie, 6 Episoden)
- 2025: Umjolo: My Beginnings, My End!
- 2025: Umjolo: There Is No Cure